# Solo per te Lucia
Solo per te Lucia è un film del 1952 diretto da Franco Rossi. 
Il film è tratto dalla canzone omonima di Cesare Andrea Bixio, cantata nel film di Gennaro Righelli del 1930 La canzone dell'amore (primo film sonoro italiano).

## Produzione
La pellicola, a carattere musicale, rientra nel filone dei melodrammi sentimentali comunemente detto strappalacrime, allora molto in voga tra il pubblico italiano, in seguito ribattezzato dalla critica con il termine neorealismo d'appendice.

## Distribuzione
Il film venne distribuito nel circuito cinematografico italiano il 9 ottobre del 1952.

## Curiosità
Per l'attrice-scrittrice Neda Naldi, nel film in veste di soggettista, questo sarà l'ultimo film prima di dedicarsi al teatro e alla televisione.